# Distretto di Salem
Il distretto di Salem è un distretto del Tamil Nadu, in India, di 2 992 754 abitanti. Il suo capoluogo è Salem.